# Prima Lega della Cisgiordania
La Prima Lega della Cisgiordania (in arabo الدوري الفلسطيني الممتاز للضفة الغربية‎?, in inglese West Bank Premier League, letteralmente "prima lega della sponda occidentale") è, insieme al campionato della striscia di Gaza, uno dei due campionati organizzati dalla Federazione calcistica della Palestina.
Si disputa dal 1977, anche se i notevoli problemi legati alla occupazione israeliana della Palestina ne hanno impedito lo svolgimento o costretto all'interruzione di svariate edizioni.
Le squadre di prima divisione sono, attualmente, dodici.

## Squadre
Stagione 2022-2023.
| Squadra             | Allenatore    | Città           | Capitano        | Piazzamento nel 2021-2022 | Note |
| ------------------- | ------------- | --------------- | --------------- | ------------------------- | ---- |
| Ahli Al-Khalil      |               | Hebron          |                 | Prima Divisione, 2°       |      |
| Hilal Al-Quds       | Jamal Mahmoud | Fadi Lafi       | Gerusalemme Est | 3°                        |      |
| Islami Qalqilya     |               | Qalqilya        |                 | 6°                        |      |
| Jabal Al-Mukaber    |               | Gerusalemme Est |                 | 2°                        |      |
| Markaz Balata       |               | Nablus          |                 | 5°                        |      |
| Mosaset Al-Bireh    |               | Al-Bireh        |                 | 9°                        |      |
| Shabab Al-Am'ari    |               | Am'ari          |                 | 10°                       |      |
| Shabab Al-Dhahiriya |               | Ad-Dhahiriya    |                 | 7°                        |      |
| Shabab Al-Khalil    |               | Hebron          |                 | 1° (Campione)             |      |
| Shabab Alsamu       |               | Al Samu         |                 | 4°                        |      |
| Taraji Wadi Al-Nes  |               | Betlemme        |                 | Prima Divisione, 1°       |      |
| Thaqafi Tulkarm     | Miha          | Tulkarem        | Osama Sabah     | 8°                        |      |

## Albo d'oro
Fonte: RSSSF.
- 1977:  Silwan
- 1982:  Shabab Al-Khalil
- 1984:  Markaz Tulkarem
- 1985:  Shabab Al-Khalil
- 1986:  Shabab Al-Khalil
- 1997:  Shabab Al-Am'ari
- 1999:  Shabab Al-Khalil
- 2000:  Taraji Wadi Al-Nes
- 2006:  Markaz Tulkarem
- 2007:  Taraji Wadi Al-Nes
- 2008-2009:  Taraji Wadi Al-Nes
- 2009-2010:  Jabal Al-Mukaber
- 2010-2011:  Shabab Al-Am'ari
- 2011-2012:  Hilal Al-Quds
- 2012-2013:  Shabab Al-Dhahiriya
- 2013-2014:  Taraji Wadi Al-Nes
- 2014-2015:  Shabab Al-Dhahiriya
- 2015-2016:  Shabab Al-Khalil
- 2016-2017:  Hilal Al-Quds
- 2017-2018:  Hilal Al-Quds
- 2018-2019:  Hilal Al-Quds
- 2019-2020:  Markaz Balata
- 2020-2021:  Shabab Al-Khalil
- 2021-2022:  Shabab Al-Khalil
- 2022-2023:  Jabal Al-Mukaber
- 2023-2024: non terminato [3]

## Vittorie per squadra
| Club                | Vittorie | Stagioni                                 |
| ------------------- | -------- | ---------------------------------------- |
| Shabab Al-Khalil    | 7        | 1982, 1985, 1986, 1999, 2016, 2021, 2022 |
| Hilal Al-Quds       | 4        | 2012, 2017, 2018, 2019                   |
| Taraji Wadi Al-Nes  | 3        | 2007, 2009, 2014                         |
| Markaz Tulkarem     | 2        | 1984, 2006                               |
| Shabab Al-Am'ari    | 2        | 1997, 2011                               |
| Shabab Al-Dhahiriya | 2        | 2013, 2015                               |
| Jabal Al-Mukaber    | 2        | 2010, 2023                               |
| Silwan              | 1        | 1977                                     |
| Markaz Balata       | 1        | 2020                                     |